# 400 mètres féminin aux championnats du monde d'athlétisme 2011
Navigation
Berlin 2009 Moscou 2013
L'épreuve du 400 mètres féminin des championnats du monde de 2011 a lieu s'est déroulée du 28 au 30 août 2011 dans le Stade de Daegu en Corée du Sud. Elle est remportée par la Botswanaise Amantle Montsho.

## Critères de qualification
Pour se qualifier pour les Championnats (minima A), il fallait avoir réalisé moins de 51 s 50 entre le 1er octobre 2010 et  le 15 août 2011. Le minima B est de 52 s 30.

## Records et performances

### Records
Les records du 400 m femmes (mondial, des championnats et par continent) étaient avant les championnats 2011 les suivants.
| Record                    | Athlète               | Pays               | Temps   | Lieu                | Date              |
| ------------------------- | --------------------- | ------------------ | ------- | ------------------- | ----------------- |
| Record du monde           | Marita Koch           | Allemagne de l'Est | 47 s 60 | Canberra, Australie | 6 octobre 1985    |
| Record des championnats   | Jarmila Kratochvílová | Tchécoslovaquie    | 47 s 99 | Helsinki, Finlande  | 10 août 1983      |
| Record d'Afrique          | Falilat Ogunkoya      | Nigeria            | 49 s 10 | Atlanta, États-Unis | 29 juillet 1996   |
| Record d'Asie             | Ma Yuqin              | Chine              | 49 s 81 | Beijing, Chine      | 11 septembre 1993 |
| Record d'Amérique du Nord | Sanya Richards        | États-Unis         | 48 s 70 | Athènes, Grèce      | 16 septembre 2006 |
| Record d'Amérique du Sud  | Ximena Restrepo       | Colombie           | 49 s 64 | Barcelone, Espagne  | 5 août 1992       |
| Record d'Europe           | Marita Koch           | Allemagne de l'Est | 47 s 60 | Canberra, Australie | 6 octobre 1985    |
| Record d'Océanie          | Cathy Freeman         | Australie          | 48 s 63 | Atlanta, États-Unis | 29 juillet 1996   |

### Meilleures performances de l'année 2011
Les dix athlètes les plus rapides de l'année sont, avant les championnats (au 14 août 2011), les suivants.
|    | Athlète                  | Pays       | Temps   | Date            |
| -- | ------------------------ | ---------- | ------- | --------------- |
| 1  | Anastasiya Kapachinskaya | Russie     | 49 s 35 | 22 juillet 2011 |
| 2  | Sanya Richards-Ross      | États-Unis | 49 s 66 | 6 août 2011     |
| 3  | Amantle Montsho          | Botswana   | 49 s 71 | 22 juillet 2011 |
| 4  | Allyson Felix            | États-Unis | 49 s 81 | 26 mai 2011     |
| 5  | Rosemarie Whyte          | Jamaïque   | 49 s 84 | 6 août 2011     |
| 6  | Antonina Krivoshapka     | Russie     | 49 s 92 | 22 juillet 2011 |
| 7  | Novlene Williams-Mills   | Jamaïque   | 50 s 05 | 26 juin 2011    |
| 8  | Francena McCorory        | États-Unis | 50 s 29 | 22 juillet 2011 |
| 9  | Shericka Williams        | Jamaïque   | 50 s 64 | 6 août 2011     |
| 10 | Kseniya Vdovina          | Russie     | 50 s 67 | 22 juillet 2011 |

## Résultats

### Finale
| Rang               | Athlète                  | Temps        |
| ------------------ | ------------------------ | ------------ |
| Médaille d'or      | Amantle Montsho          | 49 s 56 (NR) |
| Médaille d'argent  | Allyson Felix            | 49 s 59 (PB) |
| Médaille de bronze | Francena McCorory        | 50 s 45      |
| 5                  | Antonina Krivoshapka     | 50 s 66      |
| 5                  | Shericka Williams        | 50 s 79      |
| 6                  | Sanya Richards-Ross      | 51 s 32      |
| 7                  | Novlene Williams-Mills   | 52 s 89      |
| —                  | Anastasiya Kapachinskaya | DQ (dopage)  |

### Demi-finales
Les deux premières athlètes de chaque course (Q) plus les deux meilleurs temps (q) se qualifient pour la finale.
| Rang | Athlète                | Temps     |
| ---- | ---------------------- | --------- |
| 1    | Allyson Felix          | 50 s 36 Q |
| 2    | Novlene Williams-Mills | 50 s 48 Q |
| 3    | Antonina Krivoshapka   | 50 s 55 q |
| 4    | Nataliya Pyhyda        | 51 s 61   |
| 5    | Moa Hjelmer            | 52 s 35   |
| 6    | Nicola Sanders         | 52 s 47   |
| 7    | Maris Mägi             | 53 s 27   |
| 8    | Fantu Magiso           | 53 s 41   |

| Rang | Athlète                  | Temps     |
| ---- | ------------------------ | --------- |
| 1    | Francena McCorory        | 50 s 24 Q |
| 2    | Shericka Williams        | 50 s 46 Q |
| 3    | Sanya Richards-Ross      | 50 s 66 q |
| 4    | Antonina Yefremova       | 50 s 88   |
| 5    | Marta Milani             | 51 s 86   |
| 6    | Geisa Aparecida Coutinho | 51 s 87   |
| 7    | Lee McConnell            | 51 s 97   |
| 8    | Norma González           | 52 s 29   |

| Rang | Athlète                  | Temps     |
| ---- | ------------------------ | --------- |
| 1    | Amantle Montsho          | 50 s 13 Q |
| 2    | Anastasiya Kapachinskaya | 50 s 41 Q |
| 3    | Rosemarie Whyte          | 50 s 90   |
| 4    | Jessica Beard            | 51 s 27   |
| 5    | Ndeye Fatou Soumah       | 52 s 10   |
| 6    | Denisa Rosolová          | 52 s 53   |
| 7    | Racheal Nachula          | 53 s 30   |
|      | Joanne Cuddihy           | DSQ       |

### Séries
Les quatre premiers de chaque séries (Q) plus les quatre meilleurs temps (q) se qualifient pour les quarts de finale.
| Rang | Athlète                  | Temps          |
| ---- | ------------------------ | -------------- |
| 1    | Novlene Williams-Mills   | 51 s 30 Q      |
| 2    | Allyson Felix            | 51 s 45 Q      |
| 3    | Joanne Cuddihy           | 51 s 82 (SB) Q |
| 4    | Marta Milani             | 51 s 94 (SB) Q |
| 5    | Geisa Aparecida Coutinho | 52 s 15 q      |
| 6    | Pinar Saka               | 53 s 59        |
| 7    | Graciela Martins         | 58 s 22 (PB)   |
| 8    | Sandrine Thiébaud-Kangni | 59 s 68        |

| Rang | Athlète                  | Temps     |
| ---- | ------------------------ | --------- |
| 1    | Antonina Yefremova       | 51 s 35 Q |
| 2    | Anastasiya Kapachinskaya | 51 s 43 Q |
| 3    | Ndeye Fatou Soumah       | 52 s 23 Q |
| 4    | Jessica Beard            | 52 s 40 Q |
| 5    | Aliann Pompey            | 53 s 59   |
| 6    | Tjipekapora Herunga      | 54 s 08   |
| 7    | Alaa Hikmat Al-Qaysi     | 55 s 62   |

| Rang | Athlète                 | Temps              |
| ---- | ----------------------- | ------------------ |
| 1    | Rosemarie Whyte         | 51 s 38 Q          |
| 2    | Antonina Krivoshapka    | 51 s 52 Q          |
| 3    | Nataliya Pyhyda         | 51 s 67 Q          |
| 4    | Fantu Magiso            | 52 s 23 Q          |
| 5    | Racheal Nachula         | 53 s 49 (SB) q     |
| 6    | Daisurami Bonne         | 53 s 69            |
| 7    | Evodie-Lydie Saramandji | 1 min 05 s 10 (SB) |
|      | Christine Ohuruogu      | DQ                 |

| Rang | Athlète           | Temps        |
| ---- | ----------------- | ------------ |
| 1    | Amantle Montsho   | 50 s 95 Q    |
| 2    | Francena McCorory | 52 s 18 Q    |
| 3    | Lee McConnell     | 52 s 75 Q    |
| 4    | Maris Mägi        | 52 s 93 Q    |
| 5    | Norma González    | 53 s 35 q    |
| 6    | Aymeé Martínez    | 53 s 67      |
| 7    | Ambwene Simukonda | 54 s 81 (NR) |

| \| Rang \| Athlète \| Temps \| \| ---- \| ------------------- \| --------- \| \| 1 \| Sanya Richards-Ross \| 51 s 37 Q \| \| 2 \| Shericka Williams \| 51 s 66 Q \| \| 3 \| Moa Hjelmer \| 52 s 26 Q \| \| 4 \| Denisa Rosolová \| 52 s 51 Q \| \| 5 \| Nicola Sanders \| 52 s 65 q \| \| 6 \| Kseniya Karandyuk \| 54 s 10 \| \| 7 \| Betty Burua \| 56 s 98 \| |                     |           |
| Rang | Athlète             | Temps     |
| 1 | Sanya Richards-Ross | 51 s 37 Q |
| 2 | Shericka Williams   | 51 s 66 Q |
| 3 | Moa Hjelmer         | 52 s 26 Q |
| 4 | Denisa Rosolová     | 52 s 51 Q |
| 5 | Nicola Sanders      | 52 s 65 q |
| 6 | Kseniya Karandyuk   | 54 s 10   |
| 7 | Betty Burua         | 56 s 98   |

## Légende
Records et Performances
- AR : Record continental (area record)
- CR : Record des championnats (championship record)
- MR : Record du meeting (meet record)
- NR : Record national (national record)
- OR : Record olympique (olympic record)
- PR : Record paralympique (paralympic record)
- PB : Record personnel (personal best)
- SB : Meilleure performance personnelle de la saison (season's best)
- WL : Meilleure performance mondiale de l'année (world leader)
- WJR : Record du monde junior (world junior record)
- WR : Record du monde (world record)

Circonstances et Conditions
- DNF : N'a pas terminé (did not finish)
- DNS : N'a pas pris le départ (did not start)
- DQ : Disqualification (disqualification)
- NM : Aucun essai valable enregistré (No Mark)
- Q : Qualifié « directement » au prochain tour (ou à la prochaine compétition), lors d'une compétition majeure, grâce au classement ou à la réalisation des minima (automatic qualifier)
- q : Qualifié au prochain tour (ou à la prochaine compétition), lors d'une compétition majeure, grâce au repêchage ou à la réalisation de l'une des meilleures performances parmi celles des « non qualifiés directement » (grâce au meilleur temps ou à la meilleure distance par exemple) (secondary qualifier)